# Holstenstraße järnvägsstation
Holstenstraße är en järnvägsstation i Hamburg i Tyskland. Stationen ligger i Altona-Nord och trafikeras av S-bahn och regionaltåg och ligger längs Hamburg-Altona länken.
Stationen blev medialt uppmärksammad då pendlare hörde tre män planera en terroristattack, vilket genererade en stor polisinsats. 

## Historia

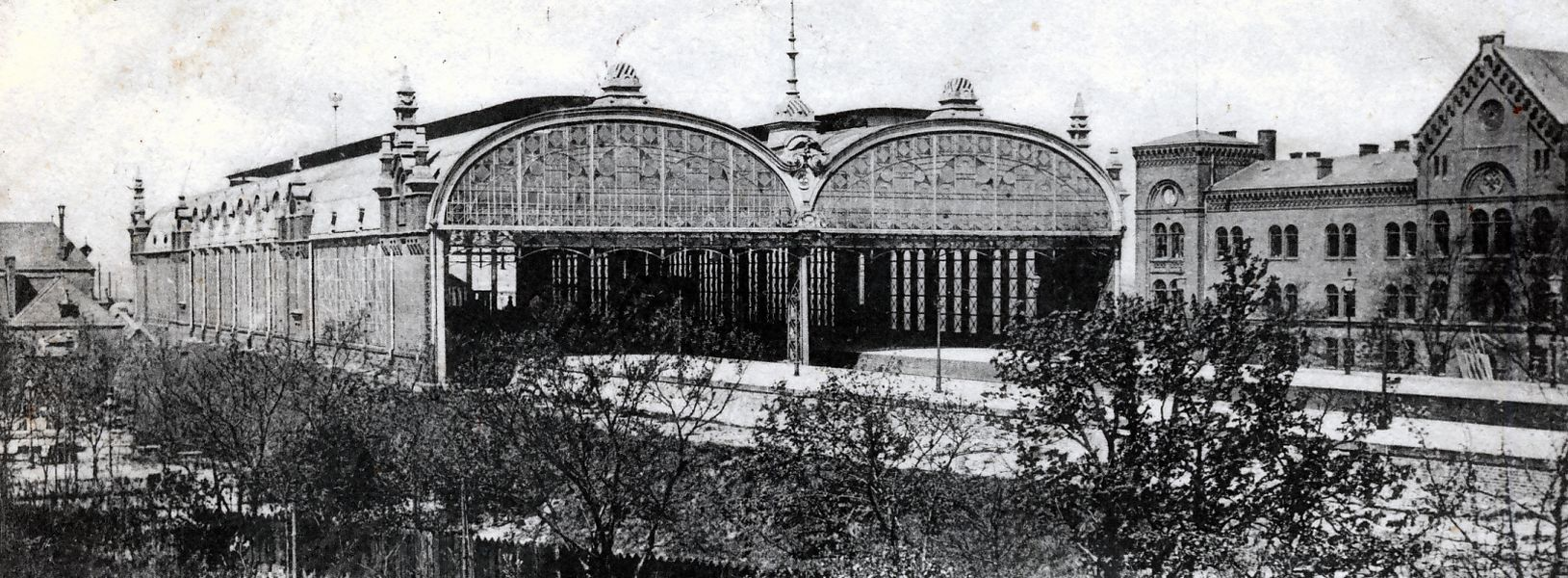
Holstenstraße järnvägsstation 1889.

28 september 1883 öppnade stationen för trafik på en Hästbana mellan Millerntor och  Holstenstraße. 1893 byggdes en upphöjd station på samma plats som dagens station ligger på, men under namnet Schulterblatt. Stationen var del av linjen mellan Hamburg Hauptbahnhof och Hamburg-Altona station. 1943 förstördes stationen under bombningarna av Hamburg under andra världskriget. På slutet av 1980-talet byggdes stationen om med ny plattform och extrabyggnad. 

## Trafikering
Linjerna S2 och S5 stannar på stationen.